# Panacca locardi
Panacca locardi is een tweekleppigensoort uit de familie van de Parilimyidae. De wetenschappelijke naam van de soort is voor het eerst geldig gepubliceerd in 1903 door Dall.